# グローリー (映画)
『グローリー』（Glory）は、1989年公開のアメリカ映画。アメリカ南北戦争において実在したアメリカ合衆国初の黒人部隊を描く戦争映画。
この映画で黒人兵士を演じたデンゼル・ワシントンは第62回アカデミー賞および第42回ゴールデングローブ賞の助演男優賞を受賞した。
スティーヴン・ジェイ・シュナイダーの『死ぬまでに観たい映画1001本』に掲載されている。

## ストーリー
1862年、アンティータムの戦いを生き延びた若き北軍大尉ロバート・グールド・ショーは、帰郷先のボストンで奴隷解放運動家の父の紹介で北軍初の正規編成された黒人連隊の隊長就任を依頼され、友人フォーブスと共にそれを受諾する。しかし、黒人部隊第54マサチューセッツ義勇歩兵連隊の隊長となったショーは、敵である南軍よりも先に、味方であるはずの北軍内での差別や無理解と戦う事になる。
軍隊であるならば当然支給されるはずの軍服どころか靴すら支給されず、「黒人の兵士など役に立つわけがない」という周りの声を尻目に、やがて来たる実戦で戦える兵士を育てるためにショーは黒人兵士達に厳しい訓練を施す。そのあまりの厳しさに副官であり友人のフォーブスとさえ対立することになる。だが、ショーの行動は全て第54連隊を思っての事だった。物資の横流しをしていた補給将校から第54連隊に支給されるはずだった軍靴を取り戻し、「黒人兵であるから」という不当な理由で下げられた給料の受け取りを兵士達と共に拒否したショーは彼らの信頼を勝ち取る。
訓練を終え、新品の軍服を身に纏った第54連隊はボストンでマサチューセッツ州知事やフレデリック・ダグラス、そしてボストン市民の前で観閲行進を行い、戦地へと赴く。ところが、戦地で待ち受けていた「戦い」は、彼らの予想する物とは大きく異なっていた。ショーの上司である旅団長モンゴメリー大佐が逃亡奴隷部隊を率いて行っていたのは、戦いとは名ばかりの略奪・破壊行為だったのだ。
指揮下の部隊を「子猿の群れ」と嘲りながら略奪を命じるモンゴメリー大佐は、襲った町を第54連隊に焼き払わせるようショーに命令する。にべもなく拒否するショーだが、軍法会議と指揮権剥奪を仄めかされ、渋々命令に従い連隊の将兵に松明を用意させ、町を焼き払う。
それからと言うもの、第54連隊には肉体労働の任務ばかりが回される。部隊の士気は下がり続け、撤退する白人部隊との喧嘩騒ぎまで起こってしまう。事態を打開するため、ショーは父やマサチューセッツ州知事に手紙を出しリンカーン大統領から第54連隊を実戦へ出す命令が出せないか交渉していたが、彼はついに最終手段に出る。モンゴメリー大佐と師団長ハーカー将軍によって行われた略奪品の横領や着服を指摘し、第54連隊を前線へ出さなければこれらを陸軍省に報告すると脅しをかけたのだ。
そして、ショーの行動の甲斐あって第54連隊は初の実戦に出る事になる。それはワグナー要塞攻略戦に係るただの小競り合いだったが、確実に勝利を掴み、自信を得た第54連隊の兵士達にとっては大きな意義のある戦いだった。
その数日後、ショーは難攻不落の要塞、ワグナー要塞攻略の先頭部隊を志願する。ワグナー要塞は大砲十数門に加え守備隊千人を擁する強固な陣地だったが、その侵入路は狭く一度に一個連隊しか通ることが出来ず、先頭部隊が大損害を被るのは必至だった。それでもショーは第54連隊の実力を信じ、またそれを示すため志願したのだった。戦いの前夜、黒人兵達は霊歌に乗せて各々の心情を吐露する。
1863年7月18日。ワグナー要塞へと行進する第54連隊に、以前喧嘩騒ぎを起こした白人兵士が激励の言葉をかける。彼の言葉が呼び声となり、第54連隊は歓呼の声で送られていく。ショーは兵士に着剣を命じ、ワグナー要塞への突撃が開始された。第54連隊は要塞からの激しい銃砲撃に遭い、夜陰に乗じて突撃するため砂浜で日が暮れるまで待機する事となる。そして夜間、ついに要塞への本攻撃が開始されるが、攻撃の先頭に立ったショーは銃弾に倒れてしまう。部隊長の死を目の当たりにした第54連隊の将兵達は、怒りに身を震わせ死に物狂いで要塞内部へ突入するが、勇戦敵わず、攻撃は失敗に終わる。
第54連隊は隊の半数の兵士を失い、後続の白人部隊も大損害を受け、ワグナー要塞攻略戦は失敗した。しかし、54連隊の武功は連邦議会に伝わり、議会は
連邦軍有色人部隊の設立を正式に認可。終戦までに18万人の黒人が南北戦争に従軍した。
その後リンカーン大統領は、南北戦争における北軍の戦局を逆転し、その勝利に多大な貢献があったと彼らを讃えた。

## スタッフ
- 監督：エドワード・ズウィック
- 製作：フレディ・フィールズ
- 原作：リンカーン・カースティン、ピーター・バーチャード、ロバート・グールド・ショー
- 脚本：ケヴィン・ジャール
- 撮影：フレディ・フランシス
- 音楽：ジェームズ・ホーナー
- 美術：ノーマン・ガーウッド
- 編集：スティーヴン・ローゼンブラム

## キャスト
| 役名                           | 俳優                       | 日本語吹替 | 日本語吹替   |
| 役名                           | 俳優                       | ソフト版   | 日本テレビ版 |
| ------------------------------ | -------------------------- | ---------- | ------------ |
| ロバート・グールド・ショー大佐 | マシュー・ブロデリック     | 神谷明     | 江原正士     |
| トリップ                       | デンゼル・ワシントン       | 大塚明夫   | 菅生隆之     |
| キャボット・フォーブス少佐     | ケイリー・エルウィス       | 金尾哲夫   | 若本規夫     |
| ジョン・ローリンズ曹長         | モーガン・フリーマン       | 池田勝     | 渡部猛       |
| シャーツ                       | ジミー・ケネディ           | 麦人       | 荒川太郎     |
| トーマス・シアーレス           | アンドレ・ブラウアー       | 谷口節     | 田原アルノ   |
| マルケイ曹長                   | ジョン・フィン             | 内海賢二   | 飯塚昭三     |
| モールス                       | ドノヴァン・リーチ         |            |              |
| ラッセル                       | JD・カラム                 |            |              |
| 看護兵                         | イーサン・フィリップス     |            |              |
| アンドリュー知事               | アラン・ノース             | 加藤正之   | 池田勝       |
| フランシス・ショー             | ピーター・マイケル・ゴーツ | 大木民夫   | 藤本譲       |
| ミセス・ショー                 | ジェーン・アレクサンダー   |            |              |
| ハーカー将軍                   | ボブ・ガントン             | 大宮悌二   | 藤本譲       |
| モントゴメリー大佐             | クリフ・デ・ヤング         | 若本規夫   | 仲木隆司     |
| ピアース                       | クリスチャン・バスコウス   | 小島敏彦   | 梅津秀行     |
| ストロング将軍                 | ジェイ・O・サンダース      |            | 池田勝       |
| 需品係将校ケンドリック         | リチャード・リール         | 加藤正之   | 辻親八       |
| 差別主義の白人兵士             | マーク・A・レヴィ          | 田原アルノ | 立木文彦     |
| 背の高い奴隷                   | アフェモ・オミラミ         |            | 笹岡繁蔵     |
| 背の低い奴隷                   | キース・ノーブル           |            | 中田和宏     |
| フレデリック・ダグラス         | レイモンド・サン・ジャック | 北村弘一   | 笹岡繁蔵     |

・日本テレビ版：初回放送1994年7月8日『金曜ロードショー』

## 史実との比較
- 映画のモデルとなったマサチューセッツ第54連隊（英語版）は（士官を除いて）完全な黒人部隊としてはアメリカ陸軍最初の正式な部隊の一つだった（最初の黒人部隊はサウスカロライナ第1義勇軍）。
- 映画では連隊に参加した黒人たちの多くは南部の州から逃亡してきた元奴隷であったように示唆されているが、奴隷制度から逃げて来た者も一部いたものの、実際には大部分が北部の生まれだった。
- 映画に登場する第54連隊のメンバーはロバート・グールド・ショー大佐を除いて実名ではない。本当の第54連隊の副連隊長はエドウィン・ハロウェル中佐（Lt. Colonel Edwin Hallowell）だった。劇中ケイリー・エルウィスによって演じられたカボート・フォーブズ少佐は彼をモデルにしている。カボート・フォーブズの名前は本当のショー大佐の別々の友人の姓と名前を組み合わせたもの。ハロウェル中佐は重傷を負いながらもワグナー要塞の戦いを乗り切り、1865年に解散するまで連隊を率いた。彼の退役時の階級は准将であった。
- 映画ではショーは第54連隊の指揮を執るように言われたその日に受諾しているが、実際には一度断った上で数日後に受諾した。また第54連隊に配属が決まってすぐに大佐に昇進したように描かれているが、記録によれば数ヶ月間少佐のままであった。
- 映画で使用された各種銃器は、2010年代現在に至るまでA.ウベルティ（英語版）やユーロアームズなどイタリアの幾つかの銃器メーカーで実弾発射可能なレプリカモデルが製造され続けており、プロップガンをまとまった数揃える事が比較的容易である。レプリカモデルが使用された事が明確に分かる描写としては、ローリンズ曹長が木箱からエンフィールドM1853を1挺ずつ取り出して黒人兵たちに下げ渡していくシーケンスで、銃身に刻まれたシリアルナンバーとみられる何らかの数字を読み上げている事が挙げられる。史実では南北戦争期の南北軍双方に輸出されたエンフィールドM1853については、英軍に納入されたものや他の仕向け地への輸出品と異なりシリアルナンバーが打刻されていない為、当時の実物であれば適当な数字を暗誦しない限りは成立しない描写となる[2]。
- ワグナー要塞攻略戦の直前、ショー大佐が旗手を指さして「この男が撃たれたら、次に誰が旗を持つのか?」と尋ねるエピソードは事実に基づく出来事だが、実際にこの質問をしたのはジョージ・クロケット・ストロング将軍（General George Crockett Strong）だった。また倒れた旗手に代わって旗を運んだのは黒人のウィリアム・ハーヴェイ・カーニー軍曹（Sergeant William Harvey Carney）だった。彼はワグナー要塞まで旗を運び、第54連隊が撤退するまで敵の砲火の下そこに留まり、傷を負いながらも苦労して自陣まで旗を持ち帰った。この功績により彼は黒人初の名誉勲章の受章者となった。
- ショー大佐は結婚していたが、映画では触れられていない。
- ショー大佐の最期は事実に基づいている。彼の最後の言葉は「第54連隊前進!」（"Forward Fifty-fourth"）であった。
- 映画では第54連隊の「半分以上」をワグナー要塞の戦闘で失ったと言っているが、公式記録では272人が死傷したとされている。これは第54連隊の約40%に当たる。そのうち戦死者は116人で、これは戦闘参加者の1/5未満の人数。死傷者と敵の捕虜にされた156人を合計すれば「半分以上」になる。
- 映画ではワグナー要塞を攻撃する連隊の左側に海があるが、これは撮影時の太陽光線の角度を考慮したためで、実際には右側が海であった。
- 映画では黒人兵士たちが不当に抑えられた賃金の受け取りを拒否するシーンがあるが、実際にはこの受け取り拒否は黒人兵の自発的意志によるものでなく、その事実を知ったショー大佐が黒人兵たちに示唆したものであった。また、黒人兵の間では「マサチューセッツと週7ドルに万歳だ」と給与の区別を揶揄する俗謡が流行った。
- ラストで、ショーの亡骸が他の戦死者といっしょに穴に放り込まれるという、南軍によってショーを侮辱したシーンがある。実際にもこれはその目的の行為であり、後に北軍士官の遺体が返還された時においても、ショーの遺体だけは黒人兵と一緒に埋葬されたままであった。しかし後にショーの父親は「息子がそのような方法で埋葬された事を誇りに思っている」と語っている。

## 受賞歴
- 1989年（第62回）アカデミー賞

助演男優賞：デンゼル・ワシントン
撮影賞：フレディ・フランシス
録音賞：ドナルド・O・ミッチャム、グレッグ・C・ルドロフ、エリオット・タイスン、ラッセル・ウィリアムズ二世
（視覚効果賞、編集賞にもノミネート。）
- 1989年（第47回）ゴールデングローブ賞

助演男優賞：デンゼル・ワシントン